# 岸本大紀
岸本 大紀（きしもと ひろのり、2000年10月7日 - ）は、日本の陸上競技選手。専門は中距離走・長距離走・マラソン。新潟県燕市出身。青山学院大学社会情報学部・社会情報学科卒。GMOアスリーツ所属。4学年歳上の実兄・岸本克佳も陸上長距離走をやっており、かつて大阪大学在学時は陸上部に所属していた。

## 経歴

### 高校時代まで
燕市立分水小学校の2年生時から、地元の分水ジュニア陸上クラブで中距離走を始める。燕市立分水中学校の3年時、全中大会の3000ｍでは、ゴール手前で転倒し12位に終わった。
中学卒業後の2016年4月、新潟県立三条高等学校に入学し陸上競技部へ入部する。新潟県高校総体陸上・1500m決勝では高校2・3年生と2年連続優勝、5000m決勝では高校1・2・3年生と3年連続優勝をそれぞれ達成。特に3年生時には、1500mと5000mと共に新潟県男子高校生の新記録を達成。さらに、2018年11月開催の日体大記録会・5000mでは、自らの持つ記録を再び更新する14分10秒台を記録した。

### 大学時代
高校2年生時の秋頃から、青山学院大学陸上競技部・原晋長距離ブロック監督から熱烈なスカウトを受け続けたのを機に、高校卒業後の2019年4月に青山学院大学へ進学・同陸上競技部に所属。
大学1年時より、いきなり「大学三大駅伝」へ初出場となる2019年10月14日の第31回出雲全日本大学選抜駅伝競走に、スーパールーキーとして2区に出走。16分16秒の快走を見せ、区間賞を獲得する（青山学院は総合5位）。及び11月3日の第51回全日本大学駅伝対校選手権大会でも出走を果たし、2区・区間5位（青山学院は総合2位）。
2019年12月10日、青学大・原晋監督が第96回東京箱根間往復大学駅伝競走のエントリー選手・合計16名の中に、ルーキーの岸本も加入した事を発表 、担当は往路でエース区間の2区・23.1Kmに起用される。箱根駅伝本番の2020年1月2日は、1区の𠮷田圭太から暫定7位で襷を受けると6人をごぼう抜きしてトップに立ち、3区・鈴木塁人に襷を渡した。岸本は区間5位ながらも、1年生では歴代トップとなるタイム（1時間07分03秒）を記録。それ以降も青学大は安定した走りで、3年振り4度目の往路優勝と、及び2年ぶり5度目の箱根駅伝総合優勝を達成した（ただし復路優勝は東海大に譲り、復路6連覇はならなかった）。
大学2年時は、右太ももの大腿骨疲労骨折が長引いて公式レースをことごとく欠場。故障が完全に治癒しなかった為、2020年11月1日の第52回全日本大学駅伝及び2021年1月2日・1月3日の第97回東京箱根間往復大学駅伝競走の両大会は、大事を取って登録選手へのメンバー入りを回避した。
大学3年時、今度は夏場に左脚を疲労骨折。第33回出雲駅伝には出場できなかったが、その後怪我はどうにか回復。第53回全日本大学駅伝で3区に出走し復帰を果たすと、区間3位（日本人トップ）の好走を見せた（青学大は総合2位）。
2021年12月、第98回箱根駅伝の本選エントリー16人へ、2年振りに岸本が正式加入。岸本は当日変更で宮坂大器に代わり7区へ出走。前日2年ぶり5度目の往路優勝に返り咲いた青学大は、復路でも好調を維持し完全独走に。6区・髙橋勇輝から首位でたすきを受けた岸本は終始好走を見せ付け、区間記録には59秒届かなかったが区間賞を獲得し、8区・佐藤一世へ襷を繋いだ。それ以降も9区・中村唯翔、10区アンカー・中倉啓敦の3年生コンビが共に区間新記録を樹立する快走を見せたこともあり、青学大は2年ぶり6回目の総合優勝・2年連続7度目の復路優勝、及び10時間43分42秒の大会新記録をも成し遂げた。
大学4年時、トラックシーズンでは関東インカレ2部で10000m2位の活躍。留学生に割って入る好走を見せた。しかし、駅伝シーズンでは故障のため第34回出雲駅伝は欠場。
第54回全日本大学駅伝には間に合い、5区に出走。5位で襷を受けると、序盤から創価大・嶋津雄大と並走を続ける。その後嶋津に振り切られ順位を1つ落としたものの、3位集団の早大、順大との差は大きく詰めた。岸本は区間4位の走りを見せるも、先頭の篠原倖太朗（駒澤大）には引き離された。青学大は総合優勝の駒澤大に3分58秒の大差をつけられ3位。
2023年1月2日・3日の第99回箱根駅伝では9区に出走。前日の往路を3位で終えたが、6区と7区で順位を8位まで落とし、連覇及び復路優勝は絶望的となる。それでも岸本は8位で襷を受けると、前にいた3位集団の5人を一気に抜き去る快走を見せる。区間記録には12秒及ばなかったものの歴代2位となるタイムで区間賞を獲得し、10区・中倉に襷を繋いだ。中倉は前回からタイムを2分以上落とし区間7位にとどまったが、総合3位を守り切る。だが総合優勝の駒澤大には7分14秒差をつけられ、2連覇はならず。また、青学大は第90回大会以来往路・復路・総合でいずれも首位を逃し、9年ぶりの無冠に終わった。

### 社会人時代
卒業後も競技の方は継続し、GMOアスリーツに入部した。
2024年2月4日開催の第72回別府大分毎日マラソンへ、自身初のフルマラソンに挑戦を表明。レース序盤は先頭集団の後方で待機するも、中間点過ぎでは同じ青学大の先輩でかつチームメイトの下田裕太などと共に集団の前方へ上がった。ペースメーカーが離脱した30Km辺りから優勝したワークナー・デレセ（ひらまつ病院）、2位の下田とデッドヒートを繰り広げたが、40Km手前で優勝争いから一歩後退して2時間08分台の3位だった。レース後の岸本は「下田さんに負けたのが残念。次こそは勝ちたい」と悔しさを露わにコメントした。　

## 自己記録
- 1500m - 3分52秒67（2018年、高校3年生時）
- 5000m - 13分32秒80（2023年）
- 10000m - 27秒54秒91（2023年）
- ハーフマラソン - 1時間03分49秒（2022年、大学3年生時）
- マラソン - 2時間08分38秒（2024年、大学3年生時）

## 戦績

### 主な戦績
| 年         | 大会                                   | 種目（区間） | 順位       | 記録          | 備考                   |
| ---------- | -------------------------------------- | ------------ | ---------- | ------------- | ---------------------- |
| 2016年5月  | 新潟県高校総体陸上大会                 | 5000m決勝    | 優勝       | 14分47秒50    |                        |
| 2017年5月  | 新潟県高校総体陸上大会                 | 1500m決勝    | 優勝       | 3分58秒83     |                        |
| 2017年5月  | 新潟県高校総体陸上大会                 | 5000m決勝    | 優勝       | 14分45秒20    |                        |
| 2018年5月  | 新潟県高校総体陸上大会                 | 1500m決勝    | 優勝       | 3分56秒53     | 大会新記録             |
| 2018年5月  | 新潟県高校総体陸上大会                 | 5000m決勝    | 優勝       | 14分38秒32    | 大会新記録             |
| 2018年6月  | 北信越高校総体陸上大会                 | 5000m決勝    | 5位        | 3分52秒67     | 新潟県男子高校記録更新 |
| 2018年11月 | 第267回日本体育大学競技会              | 5000m        | 37組・11位 | 14分10秒35    | 新潟県男子高校記録更新 |
| 2019年1月  | 第24回全国都道府県対抗男子駅伝競走大会 | 1区・7Km     | 9位        | 20分40秒      | 新潟県チーム総合27位   |
| 2019年7月  | 第187回東海大学長距離記録会            | 5000m        | 14組・首位 | 14分06秒87    | 自己ベスト             |
| 2019年11月 | 第14回世田谷246ハーフマラソン          | 21.0975Km    | 130位      | 1時間11分11秒 | 初レース               |
| 2019年11月 | 関東学連10000m記録挑戦競技会           | 10000m       | 9組・2位   | 28分32秒33    | 初レース               |
| 2022年3月  | 第25回日本学生ハーフマラソン選手権大会 | 21.0975Km    | 48位       | 1時間03分49秒 | 自己ベスト記録         |
| 2022年4月  | 第294回日本体育大学長距離競技会        | 10000m       | 8組・4位   | 28分23秒71    | 自己ベスト記録         |
| 2022年6月  | 第296回日本体育大学長距離競技会        | 5000m        | 19組・5位  | 13分37秒96    | 自己ベスト記録         |

### 大学駅伝成績
| 年度               | 出雲駅伝                   | 全日本大学駅伝              | 箱根駅伝                         |
| ------------------ | -------------------------- | --------------------------- | -------------------------------- |
| 1年生 （2019年度） | 第31回 2区-区間賞 16分16秒 | 第51回 2区-区間5位 31分51秒 | 第96回 2区-区間5位 1時間07分03秒 |
| 2年生 （2020年度） | 第32回 （開催中止）        | 第52回 出場無し             | 第97回 出場無し                  |
| 3年生 （2021年度） | 第33回 出場無し            | 第53回 3区-区間3位 33分55秒 | 第98回 7区-区間賞 1時間02分39秒  |
| 4年生 （2022年度） | 第34回 出場無し            | 第54回 5区-区間4位 36分15秒 | 第99回 9区-区間賞 1時間07分27秒  |

## マラソン全成績
| 年月日       | 大会                       | 順位 | 記録          | 備考                                     |
| ------------ | -------------------------- | ---- | ------------- | ---------------------------------------- |
| 2024年2月4日 | 第72回別府大分毎日マラソン | 3位  | 2時間08分38秒 | 初マラソン、2025年世界陸上東京大会選考会 |